# Amara bowditchi
Amara bowditchi är en skalbaggsart som beskrevs av Hayward. Amara bowditchi ingår i släktet Amara och familjen jordlöpare. Inga underarter finns listade i Catalogue of Life.